# Салетинцы
Салети́нцы (лат. Missionarii Dominae Nostrae a La Salette, MS), Конгрегация миссионеров Пресвятой Девы Марии из Ла-Салетта — католическая монашеская конгрегация, основанная в 1852 году епископом Филибером де Брюйаром (Philibert de Bruilard) в честь явления Богородицы на горе Ла-Салетт (неподалёку от Гренобля), которое Католическая церковь признаёт подлинным.

## История

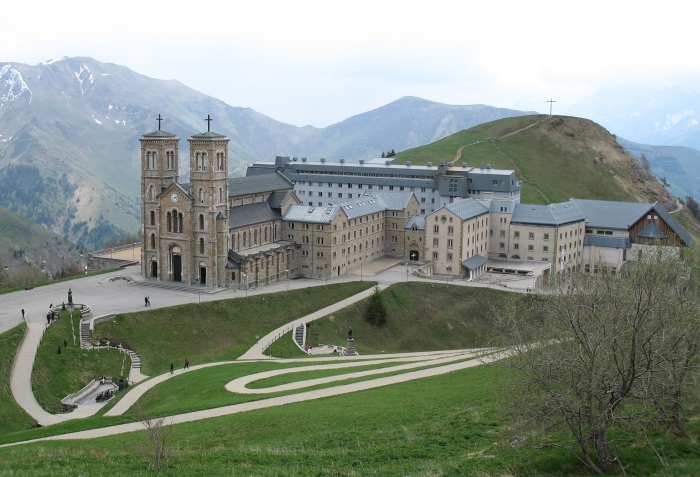
Главный храм ордена — Базилика Пресвятой Девы Марии из Ла-Салетта

По сообщению двоих детей, 11-летнего Максимина Жиро и 15-летней Мелани Кальва, 19 сентября 1846 года на горе Ла-Салетт в Альпах (примерно 30 км к юго-востоку от Гренобля) им явилась Дева Мария и передала послание, призывающее людей к покаянию. Католические источники сообщают о последовавших за этим чудесах, в частности, многочисленных исцелениях. После тщательного изучения обстоятельств явления и последовавших событий Церковь в 1851 году признала явление подлинным. В том же году было начато строительство базилики на горе Ла-Салетт.
1 мая 1852 года епископ Гренобля Филибер де Брюйар основал Конгрегацию миссионеров Пресвятой Девы Марии из Ла-Салетта. Члены конгрегации главным образом занималась апостольской деятельностью и проповедью. Особое значение в духовной жизни имело почитание Девы Марии из Ла-Салетта.
Конгрегация развивалась поначалу только в епархии Гренобля. В 1876 году был принят устав монашеского объединения, в 1879 году было закончено строительство базилики на горе Ла-Салетт. В 1890 году папа Лев XIII утвердил создание конгрегации. К концу XIX века деятельность ордена распространилась на другие регионы Франции, а затем и на другие страны. В 1901 году антиклерикальное правительство Франции запретило деятельность салетинцев, орден был восстановлен на родине лишь в 1943 году. Несмотря на изгнание из Франции конгрегация развивалась в других странах Европы, в первую очередь в Бельгии и Швейцарии, а также в США и Канаде. Салетинцы вели активную миссионерскую деятельность в Америке и Азии.

## Современное состояние
В 2013 году в конгрегации состояли 974 монаха, из них 701 священник. Салетинцам принадлежит 234 монашеских обители в 25 странах. Облачение монахов конгрегации — чёрная сутана с широким чёрным поясом. Отличительный знак — распятие с изображением молота и клещей, обычно носимое за поясом. Главная область деятельности — миссионерство, издательская деятельность, работа в семинариях, организация паломничеств.